# Контрада Кардето Суд Тавијано
Контрада Кардето Суд Тавијано је насеље у Италији у округу Ређо ди Калабрија, региону Калабрија.
Према процени из 2011. у насељу је живело 51 становника. Насеље се налази на надморској висини од 1079 м.